# Makoto Tanaka
Makoto Tanaka (n. Shimizu-ku, Japón; 8 de agosto de 1975) es un futbolista japonés que se desempeña como defensor en el Avispa Fukuoka.

## Clubes
| Club           | País  | Año         |
| -------------- | ----- | ----------- |
| Júbilo Iwata   | Japón | 1994 - 2008 |
| Avispa Fukuoka | Japón | 2009 -      |